# Sophie von Saldern
Sophie R. von Saldern (* 30. März 1973 in Göttingen) ist eine ehemalige deutsche Basketballspielerin. Sie ist 1,85 Meter groß und spielte auf der Flügelposition. Ihre Karriere begann sie 1985 in Göttingen und spielte von 1993 bis 2004 insgesamt 106 Mal für die deutsche Nationalmannschaft. Sie war die erste deutsche Spielerin, die im WNBA-Draft ausgewählt wurde (2000 von den Cleveland Rockers), wurde aber nie in der besten amerikanischen Frauenbasketballliga eingesetzt.

## Familie
Sophie ist die Tochter von Manfred von Saldern (* 1921) und dessen zweiter Ehefrau, der Historikerin Adelheid von Saldern, geb. Edle von Schmaedel (* 1938). Seit 2008 ist sie mit dem Schauspieler Lars von Saldern verheiratet, der ihren Namen annahm.
Ihr Halbbruder war der Erziehungswissenschaftler Matthias von Saldern (1953–2020).

## Spielerkarriere
Sophie von Saldern begann ihre Basketballkarriere im Alter von zwölf Jahren bei der BG 74 Göttingen. Nach dem Abitur ging sie an die University of California at Berkeley, wo sie ein Jahr in der NCAA (Pac 10) spielte. Anschließend kehrte sie nach Deutschland zurück, wo sie in Berlin bei WEMEX Berlin ihr Debüt in der ersten Liga gab. 1996 machte von Saldern einen Abstecher für eine Saison nach Australien und spielte bei den Brisbane Blazers.
Im Jahr 1997 wechselte sie zum BTV Wuppertal, mit dem sie fünf Mal deutsche Meisterin und fünf Mal Pokalsiegerin wurde. Ebenfalls im Jahre 1997 gewann sie mit deutschen Nationalmannschaft bei der Europameisterschaft in Ungarn die Bronzemedaille. Im WNBA Draft 2000 wurde sie in der vierten Runde von den Cleveland Rockers ausgewählt, kam jedoch nie zum Einsatz. Nach dem finanziellen Aus von BTV Wuppertal ging sie im Jahre 2002 nach Italien zu Delta Basket Alessandria.
Das Jahr 2003 führte sie zum spanischen Erstligisten CB Puig d’en Valls Santa Eulàlia auf Ibiza. Von Saldern erzielte in 26 Einsätzen in der spanischen Liga im Durchschnitt 11 Punkte. Zurück in Deutschland spielte sie ein Jahr für die BG Dorsten. Vom Verletzungspech heimgesucht, beendete sie ihre Nationalmannschaftskarriere und konzentrierte sich zunehmend auf ihre berufliche Laufbahn.
Ihre letzten beiden Spielzeiten als Spielerin absolvierte sie von 2005 bis 2007 im Kader von New Basket ’92 Oberhausen. Sie blieb diesem Verein verbunden und war zeitweise als Vorstandsmitglied von NBO für den Bereich Öffentlichkeitsarbeit verantwortlich.

## Beruf
Nach dem Ende ihrer aktiven Basketballkarriere im Jahre 2007 begann die ausgebildete Wirtschaftswissenschaftlerin und Arbeitspsychologin ihre berufliche Laufbahn. Sie ist derzeit als Leiterin der Personalentwicklung in der Industrie tätig. Dem Sport blieb sie im Rahmen verschiedener ehrenamtlicher Tätigkeiten verbunden. So engagiert sie sich unter anderem im Verein Sportler für Organspende (VSO), ist Botschafterin der Sportstiftung NRW und unterstützt den Verein Basketball Aid, der krebskranken Kindern hilft.